# Ooigem

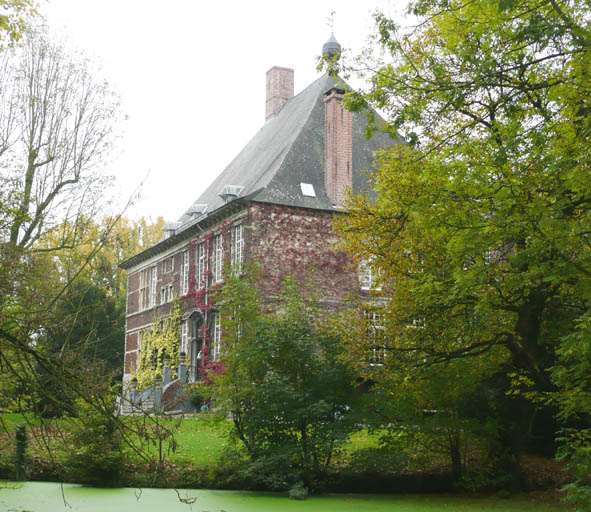
Schloss Ooigem

Ooigem ist ein Dorf in der belgischen Provinz Westflandern und eine Teilgemeinde von Wielsbeke. Der Ort liegt am Fluss Leie. 

## Kultur und Sehenswürdigkeiten
Die Kirche Saint-Brice hat einige romanische Bauelemente, die aus dem frühen 13. Jahrhundert stammen. Die Möbel stammen hauptsächlich aus dem 18. und 19. Jahrhundert, so die Kanzel aus 1720.
Schloss Ooigem ist seit 1951 als Denkmal geschützt und heute in Privatbesitz. Der Park ist als Landschaft geschützt. 

## Wirtschaft und Infrastruktur

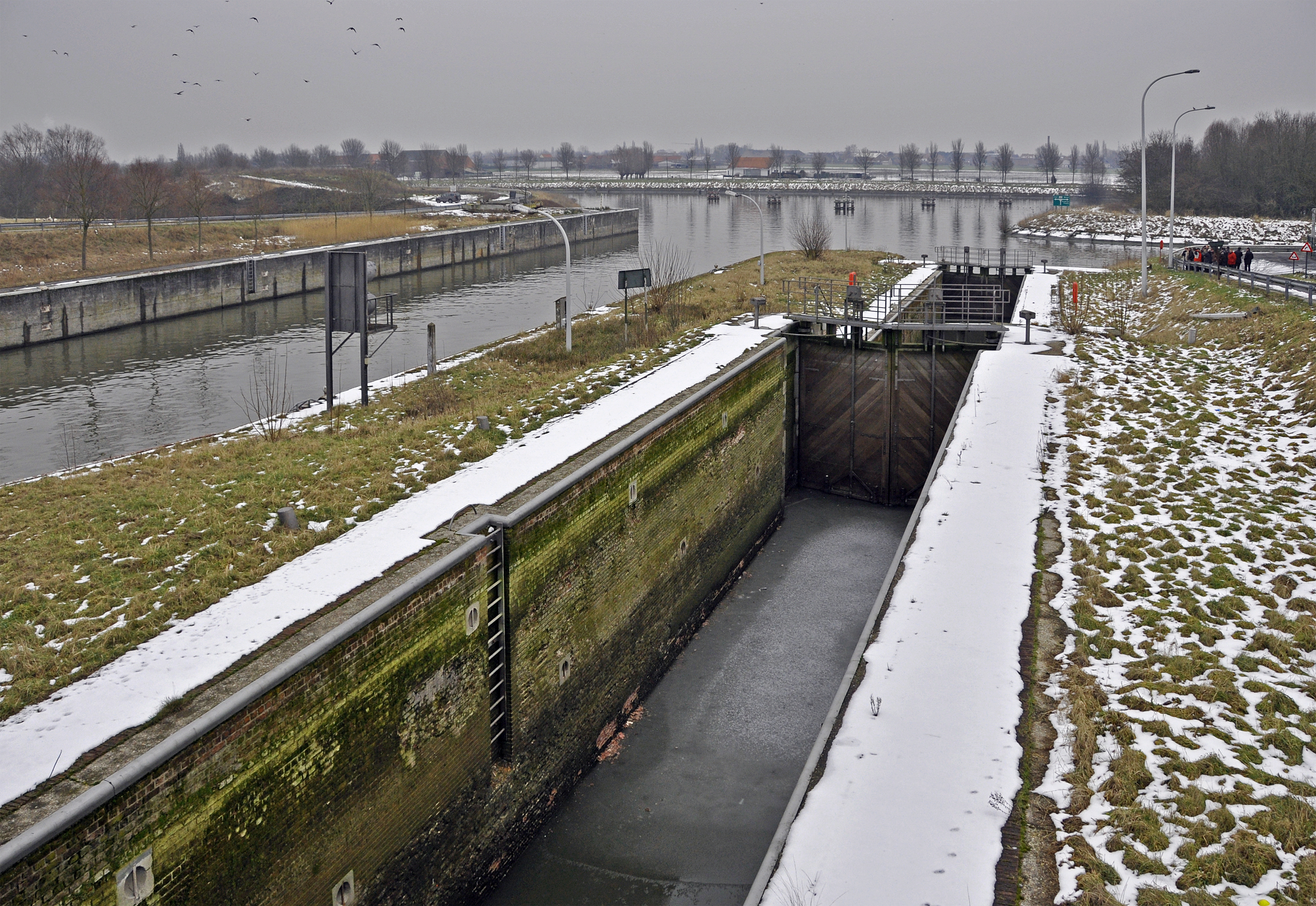
Schleuse Ooigem

Von der Leie führt der Kanaal Roeselare-Leie nach Roeselare. In Ooigem befindet sich eine Schleuse. Sie wurde 1973 in Betrieb genommen.  Die erste Schleuse aus dem Jahre 1872 ist als Denkmal geschützt und kann noch von Sportbooten genutzt werden.